# Eriko Imai
Eriko Imai (今井絵理子 Imai Eriko?,  también conocida como Elly) es una artista japonesa del pop (J-Pop). Ella hace su debut a principios de 1990 como parte del grupo Speed que se disuelve el 31 de marzo del 2000. Eriko comienza su trabajo lejos de Speed durante el año 1998, la realización de "Tsumetaku Shinai de", bajo el nombre artístico de "Eriko con Crunch", en el sencillo de Speed "All My True Love". Después de que el grupo se disuelve, Imai continua su carrera como solista, hasta que se reforma Speed en 2008.

## Biografía

### Vida personal
El apodo de Eriko es Mikan Seijin (mandarina alien). Ella es una guitarrista y flautista. También toca el piano, además de componer y escribir canciones. Ella es buena amiga de Hikaru Utada y lo llama como su padre en público, en nombre de sus fanáticos cuando ella sufre una cirugía de cáncer de ovario. Eriko fue una vez votada como el artista más popular de Japón en Hong Kong, superando a otros cantantes populares.
Eriko comenzó a aprender el lenguaje de señas con su hijo a principios de 2008. Ella también es ávida en salvar el medio ambiente haciendo colecciones de  botellas. Minami Takahashi del grupo AKB48 ha sido relacionada en varias ocasiones con Eriko Imai, ya que se dice que es similar en la cara, aunque no lo publica en el blog y es fotografiada con la coestrella desde hace algún tiempo.

### Miembro de Speed
Imai Eriko nace en Okinawa y es la segunda integrante más joven y una de las principales vocalistas en el grupo femenino de J-pop Speed. Después de que la popularidad de Speed se extiende ampliamente en Japón, se les pide actuar en una película cuyo título es Andromedia en 1998, en donde Eriko comienza su carrera como actriz. Ella también intenta actuar en un drama LxIxVxE en 1999 con el también miembro de Speed Arakaki Hitoe. El estilo musical de Imai es pop roquero, que se adapta a su voz, pero ella también canta baladas y números lentos, así, sin olvidar su intento de rapear en la canción Don't Stop.

### Eriko con Crunch
Eriko comenzó su trabajo en solitario en 1998, liberando "Tsumetakushinade" utilizando "Eriko con Crunch" como nombre artístico en vez de su nombre completo, bajo el sencillo de Speed "All My True Love". Cuando Eriko comienza su carrera como solista, en su verdadero debut a principios de 2000, se fusiona con el grupo de danza Crunch y fueron nombrados como "Eriko con Crunch". Sus dos primeros maxisencillos, Red Beat of My Life y Luv Is Magic, son publicados el mismo año (bajo sencillos de Speed). El nombre del grupo Eriko con Crunch no dura mucho tiempo, continua sin ellos y sigue su carrera como solista a partir de un sencillo con el título In the Name of Love liberado en el año 2000. También durante este año, Eriko participa en su primer musical, Ninagawa Hi no Tori, para lo cual obtiene un premio al "Mejor Artista de Revelación en Teatro" en los Golden Arrow Awards en su edición del 2001.

### Matrimonio
Durante el mes de mayo de 2004, Imai publica un mensaje breve pero sincero donde anuncia oficialmente su matrimonio con Shogo el vocalista de la banda musical 175R. El mensaje fue breve acerca del matrimonio y ella pide disculpas a todos los que se preocupan con su matrimonio, ya que es verdaderamente repentino. Por último en el mensaje, Eriko pide sinceramente orientación para su cambio de posición desde la vida como mujer soltera hasta el de una esposa y muy pronto en el de una madre. El 9 de junio de 2004 se casa con Shogo, vocalista de 175R en un casamiento a la fuerza. Ella también registra su nombre como Eriko Kinoshita debido al cambio. Su hijo, Kinoshita Raimu, nace el 18 de octubre de 2004. El 25 de noviembre de 2004, Imai lanza su "single collection" ~Stairway~ para marcar su nuevo viaje en la vida como madre y esposa, y a su vez como un regalo para todos sus fanáticos en todo el mundo.
Después de la repentina boda de Imai, en 2004 debido a su embarazo, la revista tabloide Shukan Bunshun cita una fuente conocida de Eriko quien afirma que su agencia de gestión había dejado de pagar su salario mensual de 200.000 yenes y la expulsa rápidamente del departamento empresarial. Después de luchar durante varios meses, su compañía cedieron a su castigo mediante la firma de un nuevo contrato por valor de 20.000 yenes al mes. En 2010, Eriko es un huésped en el programa de educación de lenguaje de señas NHK Minna No Showa (ya que ella tiene un hijo que es sordo). Debido a su hijo, ella y su productor realizan con vigor eventos para el bienestar de una escuela para niños sordos, como un mini-concierto. En los últimos años su hijo mayor ha estado bailando en dichos mini-conciertos.

### Carrera musical
El 9 de junio de 2005, Eriko anuncia en su nuevo sitio web que va a volver a la industria de la música como Elly. Ella trata de componer y escribir sus propias canciones. En el año 2015 Hiroko Shimabukuro y ella se unen para formar "ERIHIRO". Su primer debut lo hacen con el sencillo Stars el 26 de agosto de 2015.

## Discografía

### Álbumes
Eriko Imai
- My Place (18 de julio de 2001)
- Single Collection: Stairway (25 de noviembre de 2004)
- Utagoe (うたごえ?  "Singing Voice") (29 de abril de 2009)

Elly
- Neverland (27 de septiembre de 2006)

### Sencillos
Eriko with Crunch
- Speed - All My True Love (on track "Tsumetaku Shinai de" (冷たくしないで?  "Don't Be Cold-hearted"), 28 de octubre de 1998)
- "Speed - Breakin' Out to the Morning (on track "EVERYDAY, BE WITH YOU", 19 de mayo de 1999)
- "Red Beat of My Life" (15 de marzo de 2000)
- "Luv is Magic" (2 de agosto de 2000)

Eriko Imai
- "In the Name of Love" (22 de noviembre de 2000)
- "identity" (7 de marzo de 2001)
- "Set Me Free!" (6 de junio de 2001)
- "Don't Stop The Music" (23 de enero de 2002)
- "Our Relation" (10 de julio de 2002)
- "Butterfly" (2 de julio de 2003)

Elly
- "star" (22 de septiembre de 2005)
- "journey" (13 de mayo de 2006)

### Canciones inéditas
- "Shiawase to Yobitai" (幸せと呼びたい?)
- "Good Night"
- "Uso" (嘘?  "Lie")
- "Kimi wa Kimi no Mama de" (君は君のままで?)
- "New Days"
- "Sekai-"世界一 ( "World-"?)
- "Namidaboshi" (涙星?)

### DVD
Eriko Imai
- My Place on Films (19 de diciembre de 2001)
- Eriko Imai LIVE 2010～Your Selection」DVD (22 de febrero de 2011)

Elly
- A Gift For You: Elly Live 2006 Neverland (14 de febrero de 2007)
- A Gift For You Vol.2: Elly Live 2007 Instinct (14 de febrero de 2008)

### Descarga móvil (Chaku Uta)
- "Yukizora Letter" (雪空Letter?) (18 de diciembre de 2006)
- "Hajimari no Kisu" (始まりのキス?  "First Kiss") (1 de enero de 2007)
- "Horonigai Chocolate" (ほろ苦いチョコレート?  "Bitter-sweet Chocolate") (7 de febrero de 2007)
- "Nankurunaisaa" (なんくるないさぁ?  "It will be alright") (6 de abril de 2011)

### Libros
- "Egao De Ikō (笑顔でいこう?  "Let's Smile") (18 de octubre de 2005)
- "Kokoro no Uta: Musuko to Ayunda 4 Nenkan, Soshite Korekara" (ココロノウタ〜息子と歩んだ四年間、そしてこれから?  "Heart's Song: Walking With My 4-Year-Old Son, and From Now On") (14 de febrero de 2009)
- "Oyako Gejiko (おやこ劇場?) (8 de abril de 2011)

### Películas
- "Andromedia" (1998)
- "Dream Maker" (Cameo, 1999)
- "Pinch Runner" (Cameo, 2000)
- "Onmyoji" (2001)
- "Onmyoji 2" (2003)
- "Boku no Songokū" (ぼくのそんごくう?) (Voice and theme song ("Butterfly"), 2003)
- "Yuzuriha: Kimi mo Mata Tsugi no Kimi e" (ゆずり葉-君もまた次のきみへ-?) (2009)

### En vivo
- Elly Live 2005: Rebirth (22 de septiembre de 2005)
- Elly Live 2006: Journey (13 de mayo de 2006)
- Elly Live 2006: Neverland (22–28 de octubre de 2006)(12 de noviembre de 2006, 22 de noviembre de 2006)
- Elly Live 2007: Soar (3 de abril de 2007)
- Eriko Imai Christmas Live 2007: Instinct (25 de diciembre de 2007)
- Elly Presents Live 2008 (9 de febrero de 2008)
- Imai Eriko Live & Talk (30 de septiembre de 2008)
- Imai Eriko Live 2009: Utagoe (23–31 de mayo de 2009) -dúo cancelado con H1N1-
- Imai Eriko Live 2010: Your Selection (noviembre de 2010)

### Musicales
- "Ninagawa Hi no Tori" (NINAGAWA 火の鳥?  "Ninagawa Phoenix") (2000)
- "Footloose" (2002)
- "Star Tanjō" (スター誕生?  "A Star Is Born") (2004)
- Les Misérables - Fantine (2007-2009)

### Televisión
- "LxIxVxE" (1999)
- "Shinjuku Bōsō Kyūkyūtai" (新宿暴走救急隊?) (Aparición especial, 2000)
- "Rouge" (2001)
- "NHK Minna no Shuwa" (NHKみんなの手話?  "NHK Sign Language For Everyone") (4 de abril de 2010~26 de septiembre de 2010)
- "NHK Minna no Shuwa" (NHKみんなの手話?  "NHK Sign Language For Everyone") (3 de abril de 2011)

### Radio
- "Eriko Imai Hot Link" (2000–2003)